# Juan Ramírez de Lucena
Juan Ramírez de Lucena (Soria, c. 1430-1506/1507), también conocido como Juan de Lucena, fue un humanista, protonotario apostólico y embajador de los Reyes Católicos, primo de los traductores Vasco y Fernando de Lucena.

## Biografía
En su testamento del 10 de septiembre de 1501, ante el escribano Sancho Morales de Soria, declaró que tenía 70 años de edad. Era hijo de Juan Ramírez de Lucena y de Catalina Ramírez. Su madre era hija del judío Simuel Pesquer, que estaba al servicio del segundo señor de Cameros, Carlos de Arellano, perteneciente a la alta nobleza durante el siglo XV, en Soria. No se sabe la fecha de su muerte, pero generalmente se ha aceptado la fecha de 1507.
Fue sacerdote y vivió en Roma algún tiempo al servicio del cardenal Enea Silvio Piccolomini, futuro papa Pío II. Con 28 años era bachiller en decretos, y es posible que se apresurara a completar estudios superiores por temor a posibles desplazamientos en la curia, puesto que en 1461 era ya licenciado en decretos.
En 1463 acomodó y tradujo libremente al castellano el diálogo Dialogus de Felicitate Vitae, escrito en 1445 por Bartolomeo Facio para Alfonso V de Aragón, dándole el título de De Vita Beata (1483). En esta obra, escrita en una prosa de regusto ciceroniano, dialogan el propio Lucena y los ya fallecidos poetas Íñigo López de Mendoza y Juan de Mena, así como el obispo de Burgos Alfonso de Cartagena, sobre la felicidad. La obra, en tres partes, está dedicada a Enrique IV de Castilla y, aun cuando sigue a Facio en lo fundamental, contiene bastantes pasajes originales, como aquellos que se refieren a la afición de los españoles a las pullas y a los motes, a las sátiras populares contra todos los estados o la calurosa defensa de los judíos conversos. Lucena mismo pudo ser de una familia de judíos conversos. Por otra parte, la crítica moderna ha encontrado algunos pasajes con ideas bastante modernas. El diálogo De vida beata fue editado modernamente por Antonio Paz y Meliá en Opúsculos literarios de los siglos XIV al XVI, (Madrid, 1892).
Juan de Lucena se sintió atraído por la actividad mercantil y ejerció como mercader. Residía en Toledo, ciudad que, junto a las poblaciones cercanas, era desde hacía siglos una de las localidades preferidas por la comunidad judía para su asentamiento. A finales del siglo XV, la ciudad se había convertido en un hervidero de conversos, que fueron ocupando progresivamente los cargos políticos de la ciudad, dando lugar a la Revuelta anticonversa de Toledo de 1449 o revuelta de Pero Sarmiento, además de al establecimiento del primer estatuto de limpieza de sangre en 1499 y a la reacción de los “cristianos viejos” provocando numerosos enfrentamientos hasta el establecimiento del Tribunal de la Inquisición. Muchos clérigos conversos comenzaron también a ocupar los más altos cargos de la curia catedralicia suscitando el rencor antisemita del arzobispo Juan Martínez Guijarro (1477-1557), más conocido como cardenal Silíceo. Juan de Lucena refleja a la perfección la situación de la ciudad y se le puede considerar como uno de los conversos toledanos más cultos de la segunda mitad del siglo XV. Estuvo casado con Teresa de San Pedro, tuvo seis hijas que fueron educadas con la ley y las tradiciones judías. 
Juan de Lucena abandonó Toledo y se estableció en Sevilla con su familia. Su mujer murió allí y él comenzó a hacerse sospechoso para la recién establecida Inquisición. Por ello regresó a Toledo en el verano de 1481, alternando su residencia entre la ciudad imperial y la Puebla de Montalbán, villa próxima a Toledo y lugar de residencia habitual para muchos conversos. Por último se trasladó a Roma, mientras que otros miembros de la familia se marcharon a Portugal.

## Obra
En 1463 acomodó y tradujo libremente al Idioma español castellano el diálogo Dialogus de' Felicitate Vitae, escrito en 1445 por Bartolomeo Facio para Alfonso V de Aragón, dándole el título de De Vita Beata (1483). En esta obra, escrita en una prosa de regusto ciceroniano, dialogan el propio Lucena y los ya fallecidos poetas Íñigo López de Mendoza y Juan de Mena, así como el obispo de Burgos, Alfonso de Cartagena, sobre la felicidad. La obra, en tres partes, está dedicada a Enrique IV de Castilla y, aun cuando sigue a Facio en lo fundamental, contiene bastantes pasajes originales, es una obra mimética y de ficción donde coexisten formas y técnicas variadas pertenecientes a la historia del género del diálogo y sus orígenes . Esta obra cuenta con una escasa biografía pero de buena calidad , aporta unos usos lingüísticos de singular riqueza e interés , transparenta la crisis social e ideológica del cuatrocientos castellano, introduce parte de las ideas italianas. Lucena denominó a su libro de Vita beata con el cultismo novedoso de diálogo moral .
El autor ha usado la lengua para caracterizar personajes y los elementos lingüísticos, de mímesis mímesis conversacional y los coloquialismos, comunes a todos los interlocutores, afectan más por extenso sobre todo aquellos personajes en los que el autor delega su punto de vista.
La presencia del protonotario Lucena en Roma también está reflejada en su obra Epístola Exhortatoria a las letras que elogiaba a Isabel la Católica. También escribió un breve Tratado de los gualardones compuesto entre 1482 y 1492. Muchas otras obras suyas se han perdido.
Los documentos lo sitúan como miembro del séquito del poderoso cardenal Próspero Colonna, sobrino del papa Martín V(1417-1431).
En el momento que es nombrado para el Consejo del príncipe Fernando el Católico Fernando, el 2 de enero de 1470, asignándole la paga anual de 30 000 Maravedíes, lo encontramos como doctor. Es curioso constatar que los Reyes Católicos le titulaban como “nuestro capellán y criado”
Según José Antonio Maravall en La oposición política bajo los Austrias (1972), Juan de Lucena dirigió una carta a los Reyes Católicos en la que hacía una dura crítica de la Inquisición e incluso exigía una reforma de la misma, con una visión progresista frente a la de la ortodoxia cristiana dominante. Esta carta, que no se conserva, fue motivo del ataque que Lucena recibió del canónigo toledano Alonso Ortiz, y por eso conocemos la existencia de la misma.